# 25822 Carolinejune
25822 Carolinejune (tên chỉ định: 2000 DH72) là một tiểu hành tinh vành đai chính. Nó được phát hiện bởi dự án Nghiên cứu tiểu hành tinh gần Trái Đất Lincoln ở Socorro, New Mexico, ngày 29 tháng 2 năm 2000. Nó được đặt theo tên Caroline June Trippel, an American high school student whose chemistry team project won second place ở the 2009 Giải thưởng Khoa học và Kỹ thuật Intel.